# Herrschaft Mylau
Die Herrschaft Mylau war eine territoriale Verwaltungseinheit des Vogtländischen Kreises, im Südwesten des heutigen Sachsens.
Zunächst war es eine reichsunmittelbare Herrschaft, später böhmisches und kursächsisches Afterlehen.

## Geographische Ausdehnung
Das Gebiet der Herrschaft Mylau lag zum größten Teil am Unterlauf der Göltzsch. Zentrum des Territoriums war die um 1180 erbaute Burg Mylau. Erstmals 1214 wurden Herren zu Milin erwähnt.
Die Herrschaft reichte von Lengenfeld im Süden bis Friesen im Norden und von der Grenze zum Amt Zwickau bis an die Grenze zu der Herrschaft Elsterberg.

## Angrenzende Verwaltungseinheiten
|                       | Haus Reuß                                   |                          |
| Herrschaft Elsterberg | Kompassrose, die auf Nachbargemeinden zeigt | Amt Zwickau              |
|                       | Herrschaft Auerbach                         | Herrschaft Schwarzenberg |

## Geschichte
Namensgeber der Herrschaft ist die Burg Mylau, im Tal der Göltzsch. Das Herrschaftsgebiet im Nordosten des Vogtlandes wurde im Zuge der deutschen Ostkolonisation errichtet. Das Gebiet und später auch die Burg wurden Milin, nach dem Milinbach, heute Raumbach benannt. Die ersten Herrscher über das Gebiet waren dem deutschen Kaiser als Reichsministrale direkt unterstellt.
Im 14. Jahrhundert wurde durch Kaiser Ludwig der Bayer die Burg mit der zugehörigen Herrschaft an Heinrich II. Reuß von Plauen verlehnt. In Folge des Vogtländischen Krieges mussten die Vögte die Lehnshoheit des böhmischen Königs Karl IV. anerkennen und 1367 waren sie gezwungen die Herrschaft an Karl IV. zu verkaufen.
1422 wurde die Herrschaft von König Sigismund an die Wettiner verpfändet und nicht mehr eingelöst.
Umbauarbeiten erfolgten von einem Verteidigungsbau zu einem Wohnschloss unter den Herrschaften Metzsch. Waren die von Metzsch erst als Amtsmänner der Wettiner für das Gebiet zuständig, kauften sie die Burg 1460. Joseph Levin Metzsch führte als Freund Luthers die Reformation ein. 1571 wurde die Herrschaft von seinen Söhnen geteilt. Abraham von Metzsch behielt Friesen und Reichenbach. Ernst von Metzsch begründete die Nebenlinie zu Weißensand und Lengenfeld und Konrad auf Mylau. Die Herrschaft Mylau wurde 1577 von Nikol von Schönberg gekauft. Aber schon 1638 erwarb der Amtshauptmann von Zwickau, Carol Bose die Herrschaft.
Letzter Adliger war ab 1727 Christian Ludwig Edler von der Planitz.

## Zugehörige Orte
Zur Herrschaft Mylau gehörten folgende Orte:
| Ort                     | heutige Ortszugehörigkeit     | Bemerkungen |
| ----------------------- | ----------------------------- | --- |
| Mylau                   | Stadt Reichenbach im Vogtland | mit Reichenbach fusioniert zum 1. Januar 2016 |
| Reichenbach im Vogtland |                               | |
| Lengenfeld              |                               | |
| Netzschkau              |                               | Caspar von Metzsch erbaute das Schloss Netzschkau, Anfang des 15. Jahrhunderts als eines der ersten Wohnschlösser; seit Mitte des 15. Jahrhunderts eigenständige Herrschaft |
| Brunn                   | Stadt Reichenbach             | eingemeindet seit 1. März 1994 |
| Friesen                 | Stadt Reichenbach             | eingemeindet seit 1. März 1994 |
| Cunsdorf                | Stadt Reichenbach             | eingemeindet seit 1. April 1924 |
| Lambzig                 | Netzschkau                    | eingemeindet seit 1. April 1992 |
| Oberheinsdorf           | Heinsdorfergrund              | 1. Januar 1994 Zusammenschluss mit Unterheinsdorf und Hauptmannsgrün |
| Unterheinsdorf          | Heinsdorfergrund              | |
| Oberreichenbach         | Reichenbach                   | eingemeindet 1. Januar 1908 |
| Schneidenbach           | Reichenbach                   | eingemeindet seit 1. Januar 1999 |
| Schönbach               | Neumark (Vogtland)            | eingemeindet 1. Januar 1994 |
| Waldkirchen             | Lengenfeld                    | eingemeindet 1. Januar 1999 |
| Weißensand              | Lengenfeld                    | eingemeindet 1. Januar 1994 |
| Plohn                   | Lengenfeld                    | eingemeindet 1. Juli 1993 |
| Rotschau                | Reichenbach                   | eingemeindet 1. Januar 1996 |
| Wolfspfütz              | Lengenfeld                    | eingemeindet 1953 |

## Persönlichkeiten der Herrschaft Mylau
- Kaiser Karl IV. (* 1316; † 1378), deutscher Kaiser und König von Böhmen
- Konrad Metzsch zu Mylau (* 1441; † 1470), Amtmann zu Mylau, Vogtsberg und Pausa
- Joseph Levin Metzsch (* 1507; † 1571), Freund von Martin Luther
- Ferdinand I. (* 1503; † 1564), deutscher König und König von Böhmen
- Heinrich IV. von Meißen (* 1510; † 1554), Burggraf von Meißen aus dem Hause Plauen
- Nikol zu Schönberg und Mylau (* 1513; † 14. Juni 1592)
- Carol Bose (* 1596; † 1657), Amtshauptmann von Zwickau, Werdau und Stollberg
- Carol Gottfried Bose (* 1636; † 1711), Amtsmann zu Plauen, Voigtsberg und Pausa
- Christian Ludwig Edler von der Planitz (* 1670; † 1747)